# Cosmeștii-Vale
Cosmeștii-Vale – wieś w Rumunii, w okręgu Gałacz, w gminie Cosmești. W 2011 roku liczyła 950 mieszkańców.